# 連続ピストル強盗魔事件
連続ピストル強盗魔事件（れんぞくぴすとるごうとうまじけん）とは、1939年1月13日から21日にかけて兵庫県、大阪府、愛知県、静岡県の4府県で発生した脱走兵による連続殺人事件。

## 事件
脱走兵であった神田芳一（21歳）は満州にて上官から拳銃を盗み関釜連絡船、鉄道を乗り継いで岡山駅で下車。
第一の事件
岡山にて自転車を盗み郷里の大阪へ向かう途中の1939年1月13日正午、兵庫県印南郡阿弥陀村の鹿島神社参道で金銭目的で射殺するが人の気配を感じたため逃走。
第二の事件
同月16日には神戸にて、カフェに忍び込み経営者を拳銃で脅すが説教されため10円を借り、2円50銭とともにポケットに入れて鉄道で名古屋へ向かった。
第三の事件
同月21日夜、昭和区の三菱重工業名古屋発動機製作所工作部長兼参事のTS宅へ侵入したが、Tが物音で起きたためTに向かって2発撃ったが、Tの妻や娘に騒がれ何も取れずに逃走、射撃されたTSは同月23日に死亡した。
第四の事件
自転車で東海道を東へ向かい、静岡に入って25日午前2時頃、駄菓子商TG宅へ侵入し饅頭を頬張っていたところをTに発見され射殺、射撃音により起き出した妻のYも背後から射殺。その後厳重な捜査網を突破して東京で職を求めて歩き回ったが職が見つからず大阪へ帰ろうと名古屋まで鉄道で戻った。しかしそこで奪った自転車で大阪へ行こうとしているのを30日に愛知県海部郡弥富町にて警察に発見され午後8時に逮捕された。
裁判
1939年4月27日に軍法会議判決で死刑判決が言い渡され、同年5月31日午前6時に死刑が執行された（21歳没）。